# Gabe Vincent
Gabriel "Gabe" Nnamdi Vincent (14 de junho de 1996) é um jogador nigeriano-americano de basquete profissional do Los Angeles Lakers da National Basketball Association (NBA).
Ele jogou basquete universitário na Universidade da Califórnia em Santa Bárbara e também joga pela Seleção Nigeriana.

## Primeiros anos
Filho de Franklyn e Cynthia Vincent, Gabe nasceu em Modesto, Califórnia. Seu pai é nigeriano e sua mãe é de Connecticut. Ambos obtiveram doutorado em psicologia. O mais novo de três irmãos, Vincent frequentou a St. Mary's High School em Stockton.

## Carreira universitária
Vincent jogou basquete universitário pela Universidade da Califórnia em Santa Bárbara de 2014 a 2018 e teve média de 12,8 pontos em 113 jogos. Após sua última temporada, ele foi nomeado para a Segunda-Equipe da Big-West de 2018.

## Carreira profissional

### Stockton Kings (2018–2020)
Depois de se formar, Vincent fez um pré-draft com o Sacramento Kings. Embora ele não tenha sido selecionado no draft da NBA de 2018, ele assinou um contrato de 10 dias com o Sacramento Kings em 2 de outubro. Ele foi dispensado alguns dias depois.
Vincent posteriormente jogou pelo Stockton Kings da G-League. Ele marcou 35 pontos em dois jogos dos Kings em dezembro de 2019. Vincent jogou em 20 jogos em sua segunda temporada com o Stockton e teve médias de 23,4 pontos, 3,8 rebotes, 2,5 assistências e 1,3 roubos de bola.

### Miami Heat (2020–2023)
Em 8 de janeiro de 2020, o Miami Heat anunciou que havia assinado um contrato de mão dupla com Vincent. Ele fez sua estreia na NBA contra o Orlando Magic em 29 de janeiro. Na G-League, Vincent registrou 27 pontos, três assistências e um rebote uma vitória sobre o Salt Lake City Stars em 3 de fevereiro. Ele teve média de 20,9 pontos, 3,1 rebotes e 2,3 assistências em 31 jogos da G-League. Em 22 de junho de 2020, a G-League anunciou que Vincent ganhou o prêmio de Jogador que Mais Evoluiu. O Heat chegou às finais da NBA de 2020, mas perdeu em 6 jogos para o Los Angeles Lakers.
Em 1º de agosto de 2021, Vincent se juntou ao Heat para a Summer League e cinco dias depois, ele assinou um contrato padrão com a equipe.
Los Angeles Lakers (2023-Presente)
Em 30 de junho de 2023, o Los Angeles Lakers assinou com o armador por 3 anos.

## Carreira internacional
Vincent representa a Seleção Nigeriana. Em 24 de agosto de 2019, ele marcou 23 pontos contra a Polônia, incluindo a cesta da vitória com 0,3 segundos restantes. Ele representou a seleção nigeriana na Copa do Mundo de Basquete de 2019 na China.

## Estatísticas da carreira

### NBA

#### Temporada regular
| Ano      | Equipe   | PJ  | PT | MPJ  | AP   | 3P   | LL   | RT  | AS  | BR | TO | PPJ |
| -------- | -------- | --- | -- | ---- | ---- | ---- | ---- | --- | --- | -- | -- | --- |
| 2019–20  | Miami    | 9   | 0  | 9.2  | .216 | .222 | –    | .6  | .7  | .6 | .0 | 2.4 |
| 2020–21  | Miami    | 50  | 7  | 13.1 | .378 | .309 | .870 | 1.1 | 1.3 | .4 | .0 | 4.8 |
| 2021–22  | Miami    | 68  | 27 | 23.4 | .417 | .368 | .815 | 1.9 | 3.1 | .9 | .2 | 8.7 |
| Carreira | Carreira | 127 | 34 | 15.2 | .336 | .299 | .842 | 1.2 | 1.7 | .6 | .0 | 5.3 |

#### Playoffs
| Ano      | Equipe   | PJ | PT | MPJ  | AP   | 3P   | LL   | RT  | AS  | BR | TO | PPJ |
| -------- | -------- | -- | -- | ---- | ---- | ---- | ---- | --- | --- | -- | -- | --- |
| 2020     | Miami    | 1  | 0  | .3   | –    | –    | –    | .0  | .0  | .0 | .0 | .0  |
| 2021     | Miami    | 3  | 0  | 4.7  | .667 | .500 | –    | .3  | .7  | .0 | .0 | 1.7 |
| 2022     | Miami    | 18 | 8  | 23.5 | .382 | .309 | .950 | 1.9 | 3.2 | .8 | .3 | 8.0 |
| Carreira | Carreira | 22 | 8  | 9.5  | .524 | .404 | .950 | .7  | 1.3 | .2 | .0 | 3.2 |

### Universitário
| Ano      | Equipe   | PJ  | PT  | MPJ  | AP   | 3P   | LL   | RT  | AS  | BR  | TO | PPJ  |
| -------- | -------- | --- | --- | ---- | ---- | ---- | ---- | --- | --- | --- | -- | ---- |
| 2014-15  | UCSB     | 28  | 21  | 26.2 | .424 | .416 | .660 | 2.1 | 2.1 | .9  | .1 | 10.1 |
| 2015-16  | UCSB     | 33  | 32  | 32.0 | .406 | .385 | .808 | 3.2 | 2.2 | 1.2 | .2 | 14.1 |
| 2016-17  | UCSB     | 20  | 18  | 32.0 | .355 | .329 | .762 | 3.7 | 2.4 | .8  | .1 | 14.8 |
| 2017-18  | UCSB     | 32  | 30  | 29.1 | .450 | .377 | .805 | 1.9 | 3.3 | 1.1 | .2 | 12.4 |
| Carreira | Carreira | 113 | 101 | 29.8 | .408 | .376 | .758 | 2.7 | 2.5 | 1.0 | .1 | 12.9 |

Fonte: